# Троянская история
«Троя́нская исто́рия» Гвидо де Колумна — древнерусская повесть, возникшая в результате перевода на древнерусский язык романа «История разрушения Трои», написанного итальянским историком и поэтом XIII века Гвидо де Колумна. Перевод был осуществлён в конце XV — начале XVI в., после чего текст четырежды подвергался переработке.
«Троянская история» считается первым западноевропейским куртуазным рыцарским романом, который стал доступен русскому читателю. Неизвестно, был ли осуществлён перевод в западных русских землях или он попал туда уже в готовом виде из украинских или белорусских земель.

## Миф о Троянской войне в контексте средневековой литературы
Миф о  Троянской войне – один из основополагающих мифов для восприятия прошлого в Средние века. «Каркас» мифа и его многочисленные вариации значительно повлияли на формирование средневековых представлений об Античности. Во многом это обусловлено тем, в тот момент Троянская война считалась реальным событием, причём принципиально важным для дальнейшего хода истории. Долгое время активно создавались «документальные» материалы, содержащие новые подробности о войне или представляющие собой нетривиальный взгляд на событие.
Французский «Роман о Трое»  Бенуа де Сент-Мора — основной источник, которым Гвидо пользовался во время написания «Истории разрушения Трои», — был гораздо популярнее латинской повести. Сама она редко привлекала внимание учёных и рассматривалась лишь в качестве репрезентативного образца восприятия Античности в Средневековье, а не в качестве объекта полноценного филологического исследования. Первое критическое издание латинского текста «Истории», подготовленное Н. Э. Гриффином, было опубликовано только в 1936 году. Но и эта публикация не способствовала росту интереса медиевистов к тексту..

## Сюжет
Сюжет «Троянской истории» Гвидо де Колумна охватывает события троянского эпоса от похода Аргонавтов до странствий Одиссея и судеб других героев после падения Трои. Повествуется о походе аргонавтов за золотым руном, помощи Медеи Ясону, подробно описывается Троя, совет Приама с сыновьями («при этом «суд Париса» оказывается не более чем вещим сном троянского царевича»). Большое внимание уделено характеристике героев, присутствует список кораблей. Важно, как отмечает Творогов, что «У Гвидо очень много места уделено собственно батальным сценам — описаниям массовых сражений и поединков греческих и троянских витязей... Очень подробно описываются у Гвидо интриги троянских изменников — Энея и Антенора».

## Генезис
Сюжет о Троянской войне пользовался популярностью в средневековой беллетристике, но отправной точкой для «троянской» литературы средних веков были не поэмы Гомера, а прозаические повести, написанные от лица легендарных участков войны: Диктиса Критского («Дневник Троянской войны», I-II в. н.э.) и Дарета Фригийского («Повесть о разрушении Трои», V-VI в. н. э.). Средневековый читатель принимал на веру авторство обеих повестей, не подозревая, что имеет дело с мистификациями.
Повесть Дарета обрела большую популярность: она была переведена на многие национальные языки и легла в основу целого ряда переработок (как прозаических, так и поэтических), в число которых входит роман Гвидо де Колумна. В историческом контексте Поздней Античности эти произведения, по всей видимости, были занимательным чтением, «ревизией» Гомера «с точки зрения увлекательности и правдоподобия», но в Средние века "История" Дарета и "Дневник" Диктиса были восприняты в качестве достоверных источников по истории Троянской войны.
Непосредственным предшественником «Троянской истории» считают поэму «Роман о Трое», написанную Бенуа де Сент-Мором на французском языке. Переложив в XIII в. французскую поэму латинской прозой, Гвидо де Колумна сделал её доступной не только французскому, но любому образованному европейскому читателю.
Отличительной чертой «Троянской истории» стало обилие морализаторских отступлений, что отразилось на стиле произведения: текст сочетал в себе простую сюжетною канву и высокопарные внесюжетные вставки. Эти авторские интенции улавливались западным читателем. Как отмечает А. Н. Маслов, «представленные латинским автором “цветы красноречия” не оставались незамеченными и, в целом, сильно влияли на восприятие “Истории”».
В XIV-XV вв. повесть была переведена с латыни на итальянский, французский, немецкий, английский, венгерский, южнославянский и русский и долгое время считалась наиболее достоверным источником о троянских событиях.

## Редакции
Древнейшая редакция представляет собой сомнительный по качеству буквальный перевод с латыни. По замечаниям В.Н. Щепкина и Х. Лопарева, чрезмерная точность древнерусского перевода создала проблемы с пониманием некоторых частей, которые практически превратились в подстрочник. По мнению Творогова О. В., возможно именно по этой причине рукопись вскоре подверглась редакционным изменениям.
Известно четыре списка древнейшей редакции русского перевода: Музейский (ГИМ, Музейск. собр. № 358, сер. XVI в.), Мазуринский (РГАДА, собр. Мазурина, № 368, втор. пол. XVI в.), Академический (БАН, Тек. пост. № 15, XVII в.) и Уваровский (ГИМ, собр. Увар., № 525 (1310) кон. XVII в.). Каждый из данных списков не восходит к другому.
| Список        | Датировка         | Где хранится                   | Особенности |
| ------------- | ----------------- | ------------------------------ | --- |
| Музейский     | сер. XVI в.       | ГИМ, Музейск. собр. № 358      | Согласно работе В.Н. Щепкина перевод близок к оригиналу , но отсутствует текст первых книг. Присутствуют механические лакуны. |
| Мазуринский   | втор. пол. XVI в. | РГАДА, собр. Мазурина, № 368   | Единственный список, где сохранилось предисловие, восходящее к латинскому тексту. В сравнении с Музейским списком более близок в деталях к латинскому, но с частыми искажениями смысла. Присутствуют механические лакуны. В результате пропусков утрачен ряд фрагментов текста и размышлений Гвидо (в т.ч. о согласии Ясона отправиться за золотым руном, о построении корабля Арго и об отплытии аргонавтов), также отсутствует конец текста, что свидетельствую о механическом характере пропусков в протографе списка. |
| Академический | XVII в.           | БАН, Тек. пост. № 15,          | Присутствуют механические лакуны, считается наиболее дефектным. Утрачены листы с текстом 1—3, 16—21 и 33—35. |
| Уваровский    | кон. XVII в.      | ГИМ, собр. Увар., № 525 (1310) | Полный список, но с большим количеством искажений. Присутствуют лакуны механического и редакционного характера |

Некоторые исследователи также относят к древнейшим редакциям список князя П. П. Вяземского, долгое время считавшийся украденным. Однако необходимо учитывать, что в этом списке отсутствует ряд фрагментов текста, в т.ч. рассказ о пророчестве Кассандры, начало и конец.
В дальнейших кратких редакциях исправлены многие недочёты древнейшей. Краткая редакция, получившая наибольшее распространение (сохранилось 11 списков), в четыре раза уступает древнейшей по объёму. Существует также 3 редакции, представленные отдельными списками:  РГБ, собр. Овчинникова № 506 14 и ГПБ, собр. Погодина № 1772 и собр. Титова № 2953.
| Список         | Датировка                                   | Где хранится                   | Особенности |
| -------------- | ------------------------------------------- | ------------------------------ | --- |
| Титовский      | XVII в.                                     | собр. Титова № 2953            | Предположительно, восходит к дефектному протографу – иллюстрированной рукописи с подписями по миниатюрам, которые перенесены в список и, как правило, выделены киноварью. Устные посольские речи заменены передачей грамот. Листы в начале списка перепутаны, в результате лакун отсутствуют сведения о ряде событий, описываемых в оригинальном тексте. |
| Погодинский    | рукопись сборная, первая датируется XVII в. | ГПБ, собр. Погодина, № 1772    | Стремление к краткому пересказу древнейшей редакции. Опускается ряд рассуждений Гвидо, сокращены описания боев. Отсутствуют главы «О основании великия Трои», «О образе и возрасте греческих человек», «О образе и возрасте троян». Редактор устранил усложняющие повествование дополнительные сюжетные линие, мифологические комментарии, научные рассуждения морализаторств Гвидо. Сокращены описания природных явлений и портретные характеристики героев. |
| Овчинниковский | вторая треть XVIII в.                       | РГБ, собр. Овчинникова, № 506. | Протограф списка имел много лакун и дефектов, изменена последовательность многих фрагментов текста, что также может быть обусловлено вольностью автора перевода и стремлением создать более краткий и простой для понимания текст. В редакции опущены некоторые отступления Гвидо, сокращены монологи персонажей. Овчинниковская редакция является сокращением и переделкой Древнейшей редакции.                                                              |

Кроме того, существовала “Печатная” редакция, известная нам по публикации петровского времени (поэтому и была так названа Твороговым), положенная в основу издания 1709 года. Печатная редакция представляет собой значительную переработку Троянской истории. Текст в ней не только сокращен, но и дополнен, очевидна идеологическая переработка.  В этой редакции конца XVII в. внимание переносится с любовных сюжетных линий и интриги на исторические эпизоды. Творогов пишет об этом: “Под пером редактора роман авантюрно-героический и приключенческий превратился в роман «высокой» исторической патетики”. Также в Печатной редакции присутствуют многочисленные перестановки, лексические “обновления”. Творогов установил, что Печатная редакция восходит к протографу Овчинниковского списка. Это противоречит мнению Н. В. Геппенера о близости Печатной редакции к Уваровскому списку.
Существует предположение, что составителем Печатной редакции был Фёдор Злобин. Известно, что Злобин обладал литературными навыками - он является составителем сборника «Стезя животная». По сообщению И. Шляпкина, в рукописной копии “Троянской истории” с издания 1717 года есть стихотворное предисловие с акростихом «Феодор Злобин сию Историю написал памятию». Творогов считает это помещение стихотворного предисловия при копии  случайным – второй его список находится в сборнике, представляющем текст Краткой редакции. Важно отметить, что нового перевода в конце XVII века быть не могло, поскольку Печатная редакция через Овчинниковскую восходит к Древнейшей редакции.
Существуют и более поздние редакции троянского сюжета. У берегов Печоры на протяжении многих веков формировалась, как говорит Т. Ф. Волкова., рукописная «библиотека», в состав которой входили самые разные тексты, переписывавшиеся местными крестьянами. Переписчики не обошли стороной и античные сюжеты. Их работа заключалась не в копировании текстов, а в большей степени в их переработке, осуществляемой через призму восприятия крестьянами миром древности, их собственными взглядами.
До наших дней дошли два печорских списка, содержащих Троянские сказания: У-Ц 66 и У-Ц 267. Первый обозначается Волковой как список М, второй – как список А. За этими обозначениями кроется первоначальная теория взаимосвязей этих двух рукописей. Исследователи полагали, что обе эти рукописи созданы на основе третьей рукописи-архетипа, которая, в свою очередь, является компиляцией «Троянской истории» Гвидо де Колумна и главы «О златом руне волшебного овна» из Хронографа редакции 1617 года. Новая версия Троянской истории объединяла сюжетные элементы, присутствовавшие только в одном из источников. Сами списки М и А существовали независимо друг от друга. К такому выводу пришел О. В. Творогов, первый приступивший к изучению Троянского сюжета в печорской редакции. Проведя палеографическую характеристику списков, основанную на описаниях усть-цилемских рукописей В. И. Малышевым, Творогов заключил, что редакция М принадлежит руке печорского книжника И. С. Мяндина (1823-1894), который подверг переработке немалое число различных сюжетов. Второй же список – список А – назван анонимным, так как Малышев датирует его 10-ми гг. XX века и, согласно почерку сборника, он определяется как печорский полуустав.
Более поздние исследования позволили расширить базу представлений о наследии Мяндина и иначе взглянуть на связь списков М и А. Прежде всего, необходимо отметить, что все они коррелируют с установкой новой датировки списка А. В ходе изучения особенностей носителя (штемпели фабрик, надпись на обороте последнего листа сборника) исследователи пришли к выводу: список А был создан во второй половине XIX века, прошлая датировка была неверной. Это позволило обосновать получивший распространение подход сопоставительного анализа списков А и М, в основе которого лежало предположение о том, что М – вторая редакция А, осуществленная все тем же Мяндиным. В пользу этого предположения говорят исследования переработок Мяндина, показавшие, что он не раз возвращался к одному и тому же произведению. Наряду с этим текстологические работы демонстрируют, как различия в двух списках подтверждают предположение о возвращении к троянскому сюжету. Список А гораздо более объемный, повествование в нем ведется размеренно, он обладает элементами, характерными для эпического стиля (поэтизация героических качеств, тенденция к абстракции). М же композиционно перестроен (сокращены военные эпизоды, отвлекающие внимание от основной сюжетной линии; собраны тематически схожие части, что делает психологические мотивировки более понятными), его стиль ближе к древнерусским источникам, а абстрактная тенденция заменена на ей противоположную. Таким образом, заключает Волкова, «в разных списках Троянских сказаний И. С. Мяндин использует разные приемы повествования, отражающие разные грани его писательского опыта».
| Список  | Датировка              | Где хранится                     | Особенности |
| ------- | ---------------------- | -------------------------------- | --- |
| У-Ц 66  | Вторая половина XIX в. | ИРЛИ, Усть-Цилемское собр, № 66  | Компиляция «Троянской истории» Гвидо де Колумна и главы из Хронографа редакции 1617 года. Сокращены военные эпизоды, большая конкретизация и психологизация за счет композиционных и лирических редакций. |
| У-Ц 267 | Вторая половина XIX в. | ИРЛИ, Усть-Цилемское собр, № 267 | Компиляция «Троянской истории» Гвидо де Колумна и главы из Хронографа редакции 1617 года. Предположительно, первая версия У-Ц 66. Более развернутое повествование, эпические элементы, абстракции.        |

## Рецепция
В отличие от европейских беллетристических произведений о Трое, переводная «Троянская история» не подразумевала полемики с гомеровским эпосом. Древнерусский читатель был знаком с мифами Троянского цикла лишь частично и в основном по византийской хроникам, компилировавшим разные источники для описания всемирного исторического процесса. Хроники  Иоанна Малалы и Хроника Георгия Амартола, переведённые на славянский язык в X—XI вв., по-разному преподносили мифологический материал: «Хроника Малалы, излагавшая мифы, в большинств случаев скрывала их языческую природу, а Хроника Амартола, лишь упоминавшая имена языческих богов и героев, в то же время  „разоблачала“ их связь с языческим культами, хотя и яростно протестовала против обожествления царей, героев и мудрецов». Судя по тому, что полный текст первой редакции «Троянской истории» был включен в состав официального памятника историографии —  Лицевой летописный свод, повесть воспринималась как историографическое произведение, достоверно излагающее события прошлого. На это же указывает буквализм перевода: поэтические термины и конструкции, аллюзии на античные сюжеты не считывались переводчиком.
Перевод романа Гвидо де Колумна сразу приобрел большую популярность, вероятно, в связи с сюжетной занимательностью. Очевидно, что с переводом романа был знаком Иван Грозный: он сравнивает А. М. Курбского с Антенором и Энеем — подробная информация об измене этих вельмож давалась только в романе Гвидо де Колумна.